# Unipost
Unipost fue un operador postal privado de España, con sede en Barcelona, actualmente en situación de concurso de acreedores y en grave situación económica y empresarial, principalmente por la mala gestión del director general y competencia desleal, según los trabajadores y diferentes organizaciones, más del 20% de los cuales serán despedidos a comienzos de 2018.
El 30 de abril unipost cerró definitivamente después de 17 años.

## Historia
La compañía fue creada en 2001 a partir de la unión de los operadores postales Suresa, Urbandisa y Flecha. Más tarde se fusionaron otros operadores a nivel nacional. El socio mayoritario es la familia Raventós propietaria de las bodegas Codorniu.
En 2004 entra a formar parte en el accionariado Deutsche Post, la compañía postal pública alemana, hasta finales de 2014 que vende todas sus participaciones, el 37%, y Unipost realiza una ampliación de capital de por 1.000.000 euros en diciembre de 2014 y 600.000 euros en enero de 2015. En octubre de 2016 recibió un préstamo de entre 3 o 4 millones de euros de la empresa pública Avança.
El 20 de febrero de 2018 Unipost entra en fase de liquidación, finalmente un día después anuncia que cerrará definitivamente el 30 de abril de 2018.

## Carteros
Hasta el año 2017 contaba con unos 4.500 empleados, entre trabajadores directos, franquicias y empresas colaboradoras (la mayor parte de ellos carteros), si bien con el ERE y despidos de finales de 2017 y 2018 la empresa perderá una capacidad operativa importante.
Desde medianos de 2016, Unipost tiene una deuda de 30 millones de euros. En julio de 2017, Unipost suspende pagos con deudas de 50 millones. En agosto del mismo año más de 20 colaboradores cierran sus locales y dejan de trabajar para Unipost.

## Polémica
Con sede en Barcelona, Unipost aceptó el encargo de la Generalidad de Cataluña para distribuir material censal necesario para la realización del Referéndum de independencia de Cataluña de 2017. En tanto que tal referéndum había sido suspendido por el Tribunal Constitucional, la empresa se ha enfrentado a acusaciones sociales y judiciales en tanto que "colaborador necesario de un delito de malversación de caudales públicos".